# Sant Cebrià de Fogars
Sant Cebrià de Fogars és una obra del municipi de Fogars de la Selva (Selva) inclosa en l'Inventari del Patrimoni Arquitectònic de Catalunya. Es tracta de l'església parroquial.
Es troba en un indret aïllat, a la dreta de la Tordera, davant la confluència amb la riera de Santa Coloma. Documentada des de l'any 974, l'edifici actual va ser construït l'any 1590.
El temple consta d'una nau amb un absis semicircular, amb contraforts i un campanar de torre damunt la façana. L'interior té una estructura gòtica. A la sagristia es conservava, fins que fou destruït el 1936, un notable retaule de la fi del segle xvi, gòtic tardà, amb el Davallament de la Creu al centre i Sant Sebastià i Sant Roc a banda i banda.
Al costat de l'església hi ha un petit cementiri, un comunidor quadrat amb teulada a quatre aigües sobre columnes i, a la part del darrere, la rectoria.

## Descripció
L'Església parroquial de Sant Cebrià de Fogars s'alça a la dreta de la Tordera, davant la confluència amb la riera de Santa Coloma, en un solar molt clar i regular.
L'Església està constituïda per un cúmul d'elements que la converteixen en un conjunt patrimonial molt important i atractiu. Entre aquests elements cal destacar especialment quatre:
En primer lloc, tenim l'edifici de l'església pròpiament. Aquest es caracteritza per ser un edifici petit i recollit d'una sola nau, de planta rectangular i amb absis semicircular.
En la façana principal trobem concentrada i aplegada la poca riquesa compositiva que s'ha desplegat en la resolució dels espais exteriors. Així trobem un gran portal quadrangular format per una robusta llinda monolítica de grans dimensions, molt ben treballada i escairada, i muntants de pedra ben desbastats. En la llinda es pot llegir una inscripció molt interessant que diu així:
"JHS FOU FET LO PORTAL A 16 DE MAIX DE 1590"
El portal està cobert amb una gran tanca negra de ferro forjat. Paral·lelament en els muntants laterals trobem dues llargues incisions, una per banda respectivament, on segurament s'inseria una petita comporta metàl·lica per tal d'evitar que l'aigua entrés a l'interior del temple a causa de les riuades.
En l'arrencada de la llinda trobem un frontís gòtic bastant senzill, compost per un petit ampit i amb l'interior acanalat.
Per sobre del frontís trobem un petit òcul i remata finalment la façana principal un campanar de torre quadrada damunt la teulada. Cal dir que dels quatre costats que formen el quadrat, tan sols la part frontal presenta dues obertures parellades, ja que les tres cares restants presenten tan sols una obertura respectivament. Corona el campanar una barana emmerletada.
Al costat de la façana principal, orientada al sud trobem una sepultura en honor del reverent Rafel Massot que diu així:
"D O M S E P V L T U R A D E L R B T R A F E L M A S S O T P B R E Y R K D E L A I G L E S I A D E F O G A S N A T V R A L D E L L L O C H D E J V I A I D E S P V E S D E 4 0 A N Y X DE P A R R O C O Y 7 9 D E E D A T M O R I E N 2 7 D E D E S E M B R E D E 1 7 9 8. A N I M A E J V S R E Q V I E S C A T I N P A C E A M E N".
Per tal d'apuntalar l'estructura, evitant així el sorgiment de possibles malformacions o deterioraments amb el pas progressiu del temps, l'edifici rep el suport directe de tota una sèrie de robustos i poderosos contraforts. Així al costat nord trobem 6 contraforts, dos dels quals estan parcialment emmascarats a causa de les dues capelles laterals que afloren en aquest costat. Per la seva banda, al costat sud en trobem tan sols 3.
Pel que fa a la resolució dels espais exteriors podem dir que comparant fotografies actuals amb antigues, com ara la de la fitxa del Servei de Patrimoni núm. 26.734 elaborada per Pere Mon el 1984, podem adonar-nos a simple que a finals del segle passat es va procedir a repicar tot l'arrebossat de la façana principal, deixant a la vista la composició interna a base de blocs de pedres desbastats, disposats en filades regulars i units a base de morter de calç.
El primer element a destacar és per tant el del propi edifici de l'església. El segon, adossat en la part posterior de l'església, és el de la rectoria.
En tercer lloc, immediatament al costat de l'església i orientat al sud trobem un petit comunidor quadrangular, cobert amb una teulada, a base de teules girades, a quatre aigües i porxada sostinguda per 4 columnes amb capitells de pedra escairada. L'interior de la coberta està composta a base d'un entremat, bastant deteriorat, de rajoles i llates de fusta alternant-se en posició paral·lela i transversal. Per accedir-hi cal pujar cinc esglaons i a l'interior hi ha uns petits bancs improvisats d'obra. Es tracta, en definitiva, d'un lloc perfecte per refugiar-se en les caloroses tardes d'estiu. Al contemplar fotografies antigues, com ara la de la fitxa del Servei de Patrimoni núm. 26.728, ens adonem ràpidament que el comunidor ha experimentat canvis importants. Entre els més significatius cal destacar el repujat substancial del terra, ja que com s'observa en la fotografia del 1984, en el comunidor a part de l'entrada que trobem avui en dia, també disposava d'una porta secundària que permetia entrar per sota.
Finalment a prop del comunidor, i també orientat al sud trobem el cementiri de l'església. Es tracta d'un cementiri de dimensions respectables i de planta rectangular, tancat tant en la part frontal per una tanca metàl·lica de ferro forjat com als laterals - a la dreta un mur i a l'esquerra el comunidor, el qual actua paral·lelament com a mur de tancament lateral-. L'accés al cementiri es practica a través d'una gran porta quadrangular coronada amb un imponent arc apuntat, i complementat als dos extrems per dos petits pinacles, un per banda. Tot plegat, tant l'arc com els pinacles, són d'obra, ja que tenen com a matèria primera la rajola.
A nivell general podem dir que tot el conjunt gaudeix d'un bon estat de conservació i, per tant, no hi ha motius que facin patir per la seva integritat física.

## Història
El nom de Falgars apareix citat en un document de l'any 922 relacionat amb l'església parroquial de Sant Cypriani et Santa Justa in villa Falgars.
Més endavant el terme passà a dependre dels vescomtes de Girona, després vescomtes de Cabrera.
Amb la divisió provincial del 1833 el municipi entrà dins la província de Barcelona, sent l'únic de la Selva que pertany a aquesta demarcació
L'any 974 el papa Benet VI atorga una butlla a Hildesind, abat de Sant Pere de Rodes, document on s'esmenta per primer cop l'església de Sant Cebrià.
Fins al 1936, any en què fou destruït, l'església conservava un retaule de finals del segle xvi d'estil gòtic tardà amb el Davallament de la Creu flanquejat per Sant Sebastià i Sant Roc.